# Свети Архангел Михаил (Баничан)
Вижте пояснителната страница за други значения на Свети Архангел Михаил.
„Свети Архангел Михаил“ е възрожденска църква в неврокопското село Баничан, България, част от Неврокопската епархия на Българската православна църква. Обявена е за паметник на културата.

## История
Църквата е построена през 1864 година. 
Основни ктитори са Йован Газянов и сестра му Бисера (Расантия). Семейството на дарителя поема инициативата за осигуряването на султанския ферман и организацията на изграждането, като разпределя трудовото участие на своите съселяни.
Според местната легенда, причината за строителството на църквата се дължи на съновидение. Първоначално баба Бисера сънувала, че трябва да се изгради храм, но тъй като никой не ѝ повярвал, след време светиите прихващат брат ѝ. Той решава да намери майстори и да започне строежа. Същата вечер сънувал, че трябва да ги отпрати, а след това да отиде и да пазари майсторите, които построили манастира „Св. Георги“ в Хаджидимово. Разказът продължава с отказа на майсторите, довел до ново съновидение, което ги убедило, че трябва незабавно да започнат строителството. Това е причината според местното население двете черковни сгради да си приличат. Счита се също, че майсторите не са били християни, а мюсюлмани.
За заслугите на Йован Газянов, след смъртта му през 1877 г., благодарното българско християнско население го погребва в двора на храма.

## Архитектура и интериор
В архитектурно отношение църквата "Св. Архангел Михаил" представлява трикорабна псевдобазилика с трем от запад и юг и добре изразена абсида. Във вътрешността ѝ е оформена емпория, декорирана с кошовидна решетка.
Разделена е на три кораба от пет двойки богато украсени колони. Таваните са касетирани, като в центъра на средния кораб е изписан медальон с Христос Вседържител (1873 г.), заобиколен от осем херувими. Дарител на изображението е Михаил х. Георги Аптлов и неговите братя. Центровете на страничните кораби са маркира от розети. 
В средата на подовата настилка е вградена мраморна плоча на двуглав орел с корона и кръст.
Иконостасът е голям, триделен, рисуван и оцветен в бяло, като имитация на мрамор. Царските двери и венчилката са с частична на места ажурна дърворезба. В медальоните на олтарните двери са представени шест фигури – в горната част е „Благовещение“, а в долната – църковните отци.
Най-ценната част на иконостаса са иконите, изпълнени от иконописеца Серги Георгиев от Неврокоп, работещ в традицията на Банската художествена школа (1865-1866, 1869, 1881 г.).
Главният ктитор – Йован Стойкович, е получил правото на дарителски надписи върху царските икони „Св.
Богородица с младенеца“, „Св. Йоан Предтеча“ и на патронната „Архангелски събор“ на 30 септември 1865 г. По-късно (1881 г.) неговата съпруга – Варвара, заплаща изписването на иконата „Св. Атанасий“ с мотивацията „за помощ в новото царство небесно“. Дарителите на другите царски икони са: Георги Постолович на „Христос Вседържител“ (1865 г.), „Стою Вълчо от Белюво“ на „Св. Никола“ (1866 г.) и Димитър Артирувич на „Св. Димитър“ (1869 г.).
Интериорната украса включва още стругувани и впоследствие боядисани в бяло архиерейски трон и амвон, както и проскинитарий с любопитно решение, където част от декорацията е заменена с образите на светите апостоли Петър и Павел.